# Курсан
Курсан (? – 904), син Кенда (Könd) био је духовни вођа мађарских племена приликом доласка Мађара у Панонску низију. Курсан је у периоду до 904. године владао Мађарима, заједно са војсковођом Арпадом..

## Успеси
Курсан је имао једну од најзначајнијих улога у мађарском досељавању на данашње просторе (Honfoglalás)..
Током 892. и 893. године он и Арпад су на молбу Арнулфа Карантанијског заједно напали Великоморавску кнежевину. Разлог је био осигуравање источних граница Франачког царства.
Арнулф је Мађарима дао све освојене територије и прихватио их је као савезнике. Овај догађај је у ствари био основа стварања краљевине Мађара. Курсан и Арпад су ово искористили и заузели су и јужни део низије који је до тада био под бугарском доминацијом. Такође у његово време су Мађари ушли у савез са Лавом VI Мудрим, византијским царем, пошто су и једни и други увидели могућност осигуравања својих граница. Мађарске и Византијске снаге су напале и поразиле бугарског цара Симеона I.

## Смрт
У лето 904. године немачки краљ Лудвиг је позвао Курсана на преговоре код реке Фиша (Fischa), где је побио целу преговарачку делегацију заједно са Курсаном.
Од тог времена па надаље Арпад је остао једини владар над мађарским племенима и преузео је већину Курсанових поседа који су били са десне стране реке Дунав. Курсанови наследници су се населили у пределе у околини Обуде, где су саградили Курсанвар (Kurszánvára), што у преводу значи замак Курсана, после Курсанове смрти живели су под именом Картал (Kartal).